# Cleome oligandra
Cleome oligandra är en paradisblomsterväxtart som beskrevs av Lars Erik Kers. Cleome oligandra ingår i släktet paradisblomstersläktet, och familjen paradisblomsterväxter. Inga underarter finns listade i Catalogue of Life.